# 정성철 (야구 선수)
정성철(鄭成哲, 1990년 4월 21일 ~ )은 전 KBO 리그 NC 다이노스의 투수이다.

## KIA 타이거즈시절
2009년 연고 팀 KIA 타이거즈의 1차 지명을 받아 계약금 2억 원, 연봉 2천만 원의 조건으로 입단하였다. 하지만 2009년에만 1군에 올라오고 1군 11경기에 등판하여 승리 없이 1패, 평균자책 7.94에 그쳤다. 이후에는 허리 부상으로 재활을 반복하게 되어 1군에 오르지 못해 2011년 11월 22일 2차 드래프트에 올라가게 된다.

## NC 다이노스시절
2011년 11월 22일 2차 드래프트에서 NC 다이노스의 지명을 받아 이적하였다. 하지만 활약을 보여 주지 못하고 시즌 후 보류 명단에서 제외되어 방출되었다.

## 출신 학교
- 광주대성초등학교
- 무등중학교
- 광주제일고등학교